# Wasserversorgungsverband Tecklenburger Land

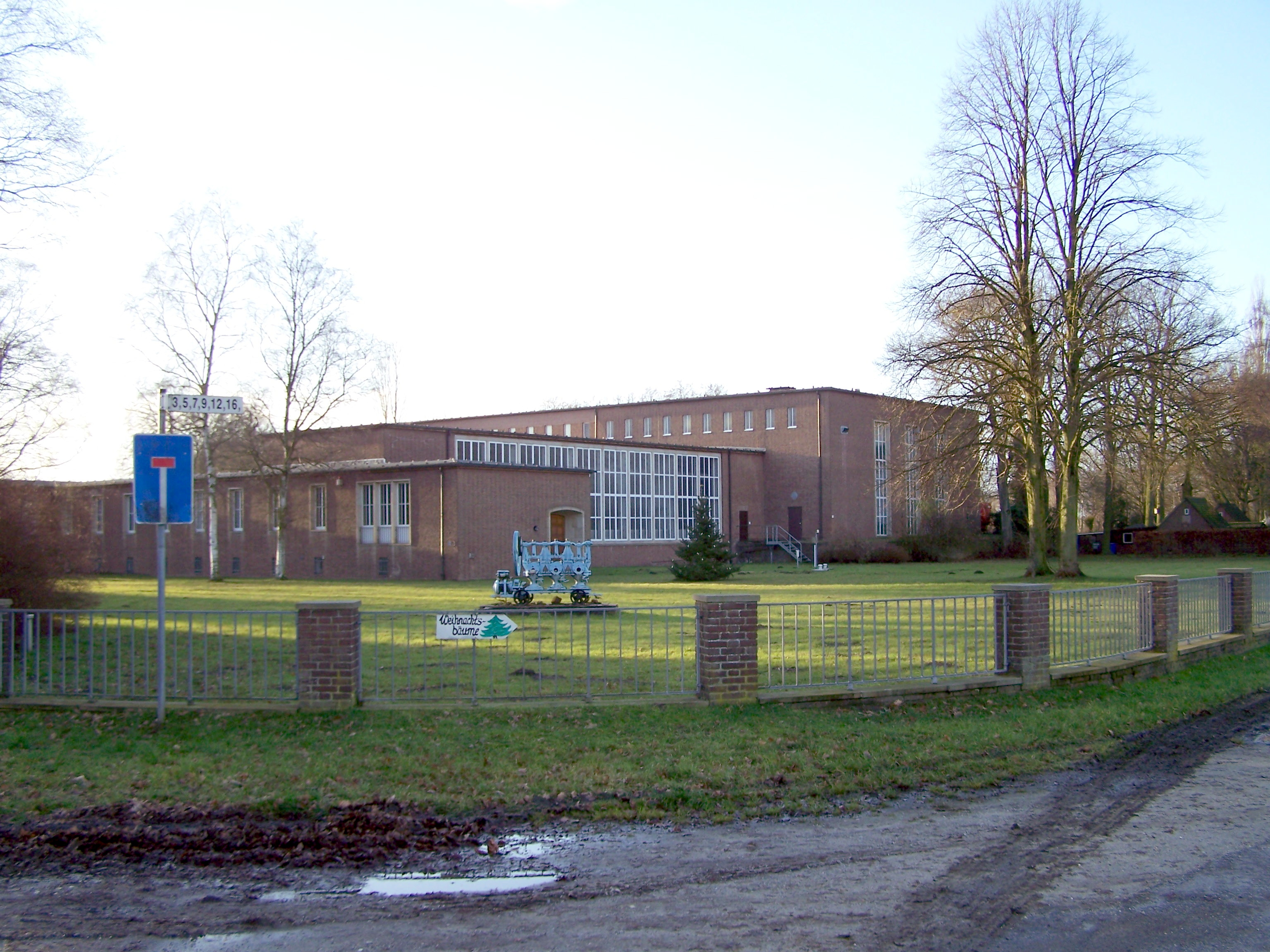
Wasserwerk Dörenthe

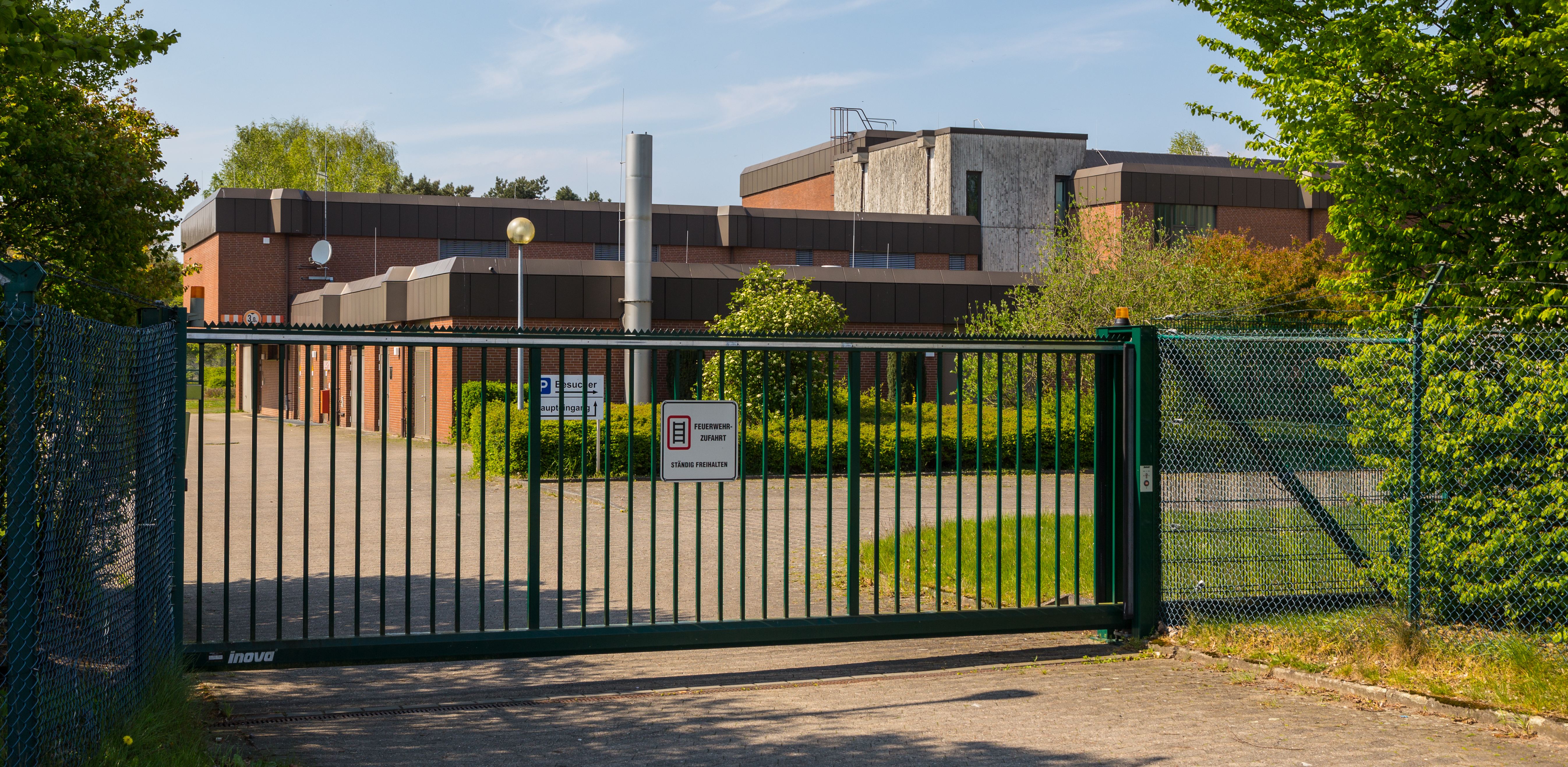
Wasserwerk Brochterbeck

Der Wasserversorgungsverband Tecklenburger Land ist ein westfälischer Zweckverband, gegründet 1959 als Kreiswasserversorgungsverband zur Versorgung des Tecklenburger Landes mit Trinkwasser. Das Versorgungsgebiet erstreckt sich bis heute über die Städte und Gemeinden des Altkreises Tecklenburg.

## Vorgeschichte

### Ibbenbüren Gemeinde und Stadt
Da sich die Versorgung der Stadt Ibbenbüren in den 1930er Jahren immer problematischer gestaltete, errichtete die Stadt Ibbenbüren ein Wasserwerk südlich der Stadt im Teutoburger Wald.

### Laggenbeck
Laggenbeck wurde teilweise durch den Hectorschacht mit Trinkwasser versorgt.
1889 wurden bereits die Bereiche an der Schleppbahn mit Trinkwasser versorgt. Seit 1907 wurden die Kaue des Schachtes Perm und Nachbargebäude versorgt. Nachdem der Erzbergbau 1921 beendet wurde, wurde die Wasserversorgung weiterbetrieben. 1929 kaufte die Stadt Ibbenbüren das Wasserwerk von der GMV für 10.200 RM.

### Tecklenburg
Der Große Brand in Tecklenburg 1904 deutete auf die mangelhafte Versorgung Tecklenburgs mit Trinkwasser hin. Um diesen Versorgungsengpass zu schließen, wurde 1910 ein Wasserwerk südlich unterhalb Tecklenburgs errichtet.

### Lengerich
Das Brunnenwasser in Lengerich war oft von schlechter Qualität, weil das Abwasser der oberhalb der Stadt liegenden Irrenanstalt (heute Westfälisches Landeskrankenhaus) verrieselt wurde, 1934 wurde eine Wassergewinnungsanlage errichtet.

## Geschichte
Aufgrund der Dürre im Sommer 1959 wurde es erforderlich, die Wasserversorgung der Bevölkerung zu sichern.
So schlossen sich am 28. Dezember 1959 im Gasthof Kunze in Ibbenbüren die Ortschaften: Ibbenbüren Stadt, Ibbenbüren-Land, Mettingen, Recke, Hopsten, Hörstel, Bevergern und Riesenbeck zum Wasserversorgungsverband Tecklenburger Land zusammen. Von 1961 bis 1966 traten noch Westerkappeln, Lotte, Lienen, Lengerich, Wersen, Ledde, Leeden, Brochterbeck, Dreierwalde, Tecklenburg, Schale, Halverde und Ladbergen bei.
Die vorhandenen Wasserwerke Tecklenburg und Lehen (Ibbenbüren) und Schacht Hector bildeten die Grundversorgung. 1966 wurde von der RWE das Wasserwerk Brochterbeck erworben, dieses versorgte bereits Teile Brochterbecks mit Wasser und hatte das Nike-Kraftwerk Ibbenbüren mit Wasser versorgt. Das Wasserwerk Riesenbeck wurde 1967 im Teutoburger Wald eröffnet. Im Wasserwerk Tecklenburg wurde 1983 die Chemikalie Trichlorethylen gefunden, die das Wasser unbrauchbar machte, somit wurde der Betrieb eingestellt. Das Wasserwerk Riesenbeck musste 1985 aufgrund schlechter Wasserqualität wegen des hohen Chlorid- und Eisengehaltes und den damit verbundenen Aufbereitungskosten schließen. Auch das Wasserwerk Hectorschacht wurde 1985 wegen schlechter werdender Chloridwerte und der erforderlichen Investitionen stillgelegt. Am 1. März 1997 kaufte der Verband das Wasserwerk Dörenthe vom Bergwerk Ibbenbüren.
Das Wasserwerk Schollbruch wurde zum 1. September 2000 von der Deutschen Bahn erworben. In Betrieb genommen wurde das Wasserwerk 1913, es versorgte bis Mitte 1999 die Anlagen und Betriebsgebäude der Bahn in Osnabrück mit dem benötigten Brauchwasser. Nach der Aufgabe des eigenen Wassernetzes in Osnabrück war das Wasserwerk für die Bahn entbehrlich geworden und man bot es zum Verkauf an. Bereits seit 1974 bezog der Wasserversorgungsverband Tecklenburger Land einen Teil seines Wassers vom Wasserwerk Schollbruch.

## Aktuelle Entwicklungen
Im Rahmen des geplanten Neubaus des Wasserwerks Dörenthe existieren derzeit (Stand Januar 2014) Überlegungen, als Rohwasser das Oberflächenwasser des Dortmund-Ems-Kanals (DEK) im Bereich Dörenthe zu nutzen. Im Zuge einer zu modernisierenden Wasseraufbereitung im Bereich Dörenthe wird dieses mit Grundwasser vermischt. Die zurzeit erfolgende Entnahme von Oberflächenwasser aus fließendem, emsnahem Gewässern als Quelle für Oberflächenwasser (Rohwasser) wird im Rahmen einer etwaigen Modernisierung eingestellt.

## Versorgungsgebiet
Der Norden und Westen des Versorgungsgebietes sowie Teile von Ibbenbüren, Westerkappeln und Tecklenburg werden durch das Wasserwerk Brochterbeck versorgt.
Das Wasserwerk Dörenthe versorgt einen Teil des Stadtgebietes Ibbenbüren und die Bergwerksanlagen sowie das Kraftwerk mit Trinkwasser. Die südlichen Gemeinden werden durch Schollbruch versorgt, während Lehen mit seinem Wasser Riesenbeck versorgt.
Neben den eigenen Wasserwerken versorgt auch das Wasserwerk Thiene der Stadtwerke Osnabrück die Gemeinde Lotte sowie den nördlichen Teil der Gemeinde Westerkappeln mit Wasser.